# 天地開闢 (琉球神話)
天地開闢（てんちかいびゃく）では、琉球（沖縄・南西諸島）における天地開闢と国造り神話について説明をする。

## 概要
琉球の神話については琉球王国が王統に関する史書として編纂したものが伝わっている。
一方で民間、特に離島部にはこれとは別に多種多様な神話が伝わっており、島ごとや集落ごとに固有の創造神話・始祖神話の伝承がある。これらの神話は口承で語り継がれてきた。
また人間（島民）の起源は語るが宇宙開闢については語らずはじめからあったとするものも多い（洪水型兄妹始祖神話など）。
このことから琉球の神話は一つの系統ではなく、琉球王国の公的な神話とは別にまったく異なる複数の系統の神話があるようである。
なおこれらの神話における神話時代（日本神話の神代に相当）のことを沖縄ではあまん世と呼ぶ。「あまん」とはヤドカリのことであり、王統に関わる神話には登場しないが八重山などの創世神話にはヤドカリやあまん神が登場することからかつての琉球列島ではあまん（ヤドカリ）やあまん神に関する創世神話が広く信じられていたが北から天孫降臨などの日本神話の影響を受けた神話を持った集団がやってきて置き換えられたため、離島部以外ではあまん世の語だけが残ったという説がある。この基層となる神話が沖縄貝塚時代/先島先史時代に由来するのかははっきりしない。

## 例

### 沖縄本島
以下のような日本神話の国産みによく似た創造神話・始祖神話が王統の起源に纏わる建国神話として琉球王国が編纂した歴史書を中心に伝わっている。
『おもろさうし』
てだこ大主の命令で女神であるあまみきよと男神であるしねりきよが島々国々を作りそこから人間が生まれる。
『琉球神道記』
女神アマミキュと男神シネリキュが天からやってきて浮島に草木を植え、やがてアマミキュが風によって孕み三子を産み長子は所々の、次子は祝の、三子は土民の祖となる。
『中山世鑑』
阿摩美久が天帝から島造りを命じられたが天（おぼつかぐら）から降りてみると下界は一面の海原だった。そこで天帝から土石草木をもらって多くの島々を造った。その後、数万年が経っても無人のままなので阿摩美久が天帝に人種子を乞うと天帝は自分の子1男1女を与え、この2人のうち女が風で孕み三男二女が産まれ、長男は天孫氏の祖となり、二男は諸侯の始め、三男は百姓の始め、長女は君々の始め、二女は祝々の始めとなった。その後阿摩美久は天帝から譲り受けた五穀を久高島に撒く。天孫氏の王朝は利勇によって簒奪されるまで25代にわたって1万7802年間続いた。
『中山世譜』・『球陽』
天地開闢の際、大荒の海から一男一女が生まれ、男は「志仁禮久」、女は「阿摩彌姑」といった。その後、2人が土石を運び、樹木を植え、嶽森を中心に琉球の島々を創り上げた。その後「天帝子」が群類をわかち、民居を定め、そしてこの天帝子から三男二女が生まれた。長男は天孫氏と言い、国君の始めとなり、二男は按司の始め、三男は百姓の始め、長女は君君の始め、二女は祝祝の始めとなった。
『聞得大君御殿並御城御規式之御次第』
天からあまみくとしれにくが七御嶽に下り、天から持ってきた木を植えて島を作る。天からさらに天タイシと天テイシがやってきて3人の子をなしそれぞれ天孫氏、聞得大君加那志、祝女の祖となる。久高島に五穀の入った甕が流れ着いたのであまみくはそれを播いて収穫したものを天孫氏に献上した。
男女の2神が人間の祖を産んだとするのは（本土からの）日本人が書いた『琉球神道記』のみであり、『中山世鑑』・『中山世譜』・『球陽』・『聞得大君御殿並御城御規式之御次第』の記述では阿摩美久・阿摩彌姑・あまみくと志仁禮久・しれにくは琉球の国土を作っただけであり、人間の始祖は天帝の子から産まれたとしている。
一方で家系図に始祖としてあまみきよ（阿摩美久）を置く家もあり統一された神話はないようである。
沖縄県内の各集落への聞き取り調査によるとあまみきよ（阿摩美久）に関する民間伝承が見られるのは主に本島南部の玉城村周辺のみであり、また創造神ではなく文化英雄や一族の始祖として語られているという。本島以外の島ではあまみきよに関する神話はあまり見られず、先島では皆無だったという。このことからあまみきよ（阿摩美久）に関する創造神話は王府が編纂した建国神話が由来のようである。
『おもろさうし』では天地創造に続いて「あまみや衆生　生すな、しねりや衆生　生すな、然りば　衆生　生しよわれ」と続くがこの「～な」の意味には議論があり、「あまみやの民を生むな、しねりやの民を生むな、だから（それ以外の）民を生みなさい」という訳と「あまみやの民を生むのかい、しねりやの民を生むのかい、ではその民を生みなさい」という訳の二通りの現代語訳があり、それぞれ意味が全く正反対になっている。

### 奄美群島

#### 沖永良部島
島立てシンゴ
石の夫と金の君が生んだ子が、親が石と金になり、名が無いので太陽の神に島クブタ、国クブタという名を貰う。さらに島ウチュキ、国ウチュキを乞うとニルヤ島に行くように言う。ニルヤ島の大主からも同じ名を貰い、島を作る。太陽の神に人種を乞うと妹と兄とで人種を広めろと言うがいつまでたっても増えない。すると太陽が兄の家を上に、妹の家を下にしろと言うのでその通りにすると風で孕んでミッキュとクルキュが生まれ、島民の祖となる。
その他
島コーダ・国コーダが島造りをし、島に石を置いて安定させ、さらに土の人形に息を吹き込んで人間を作った。この人間は風で孕んで子をなし、島民の祖となった。

### 先島
日本本土の記紀神話と類似した本島の王統神話と違い、「地中からの始祖」など独自の要素がある。沖縄本島と八重山諸島との間にある宮古島のものは「天から降臨した神と地中からの神が交わって島民の始祖となる」という折衷案のような内容であり、北方からの天孫降臨神話が伝わるまでは別の固有の神話があったという説がある

#### 宮古島
『御嶽由来記』
太古、天帝（あめのてだ）が天岩戸柱の端を折り、弥久美神（やぐみのかみ）に授け、「下界の風（水）のよいところに島を造りなせ」と命じ、天の夜虹橋（あめのゆのづはず）から下界の大海原に岩柱を投げさせ、固まったのが今の宮古島となった。天帝は次いで赤土を降らせたうえで、古意角（こいつの、恋角とも）神に「下界に降りて人の世を建てて守護神となれ」と命じたが、古意角は「私に足りない片つからだを下さい」と答えた。五体満足なのに何の不足があるのかと天帝が問うと「すべてのものに陽があれば陰があり、陰あれば必ず陽あり」と答えたため、天帝は古意角の願いを入れ、女神の姑依玉（こいたま、恋玉）の同行を認めた。古意角・姑依玉の両神は、豪勇の盛加神（もりかのかみ）を始めとした八十神百神（やそかむももかむ）を連れて天の夜虹橋を渡り、七色の綾雲に乗って地上に向かった。宮古島に降り立つと漲水天久崎（ぴゃるみずあめくざき）の地（漲水御嶽の東側にあった岬）に宮居を定め、やがて宗達（むにだる）・嘉玉（かだま）の男女が生まれた。また、島は赤土ばかりであったので、天帝が再度黒土を下し、宮古島は五穀が実るようになった。宗達と嘉玉が青年になりつつあったある日、何処から男神である木装神（きふそうのかみ）と女神の草装神（ふさふそうのかみ）が現れる。どこから来たのか聞くと土中から化生して父母は無いと答え、それぞれ宗達と嘉玉の伴侶となった。その後、宗達夫婦の間に世直真主（よなねしのまぬず）と言う名の男児が、嘉玉夫婦の間に素意麻娘司（そいまらつかさ）と言う名の女児が産まれ、2人が結婚して後の宮古島の島民の祖となった。

#### 石垣島
ヤドカリが関わるという特徴がある。
例1
大昔、あまん神が太陽加那志からの命で、土や石を天の七色の橋の上から海に投げ落として槍鉾でかきまぜると島ができあがった。この島が今の八重山であり、島にはアダンの木が茂るようになった。アダンの木の茂る穴の中でヤドカリを作るとヤドカリは｢カブリー｣と大声をあげて地の上を這い回りアダンの木の実を食べて繁殖し始め、島のあちこちにヤドカリが住むようになった。ずっと後になって太陽加那志が人間が生まれるようにと人種を降ろすとヤドカリが出て来たのと同じ穴の中から、2人の男女が、｢カブリー｣と叫んで出て来た。地上に出て来た2人の若者は赤々と熟れているアダンの実を見つけ、それを食べた。太陽加那志は2人を池の端に立たせ、お互いに反対の方向に、池の端を回るように言いつけた。2人の若者は、言われたとおり池の端を回っているとばったりぶつかって思わず抱き合ってしまった。そこで2人は夫婦になりやがて3人の男の子と2人の女の子にめぐまれた。それから年とともに八重山には人間が殖えていった。
例2
大昔、ハマオモトが島に芽生えて生い茂った。次いでヤドカリが地に這い、次に鶉が翔け、そして人間の男女2人が現れた。神は2人を大樹のもとの洞穴に隠したがまもなく大雨となって大洪水になった。水が退くと神は2人を導き出して毎日餅3個ずつを与えた。そして井戸の回りを男は右より、女は左より回らせて出会わせた、以後2人の子孫が栄えたという。
例3
最初、アダンが島に生い茂っていた、次にヤドカリがアダンの樹の下から穴を穿って、「カブリー」と言って現れた。それからその穴から人間の男女2人が「カブリー」と言って、現れた。2人は食べるものもわからず空腹に悩まされたが、ふとアダンを仰ぎ見て、その果実が黄赤色に熟しているのを見つけて、それを取って食べた。その後2人はアダンの実で生き延び、2人の子孫が島民の祖となったという。

### 古典史料
- おもろさうし
- 琉球神道記
- 中山世鑑
- 中山世譜
- 球陽
- 御嶽由来記

### 現代史料
- 吉成直樹 『琉球民俗の源流』　古今書院、2003年
- 山崎誠 編『日本神話と琉球神話』　有精堂、1977年
- 安渓遊地、当山 昌直　編『奄美沖縄環境史資料集成』　南方新社、2011年

## 関連
- 琉球神道 - 琉球における信仰
- 神・神話
- トーテム